# 용북중학교
용북중학교(龍北中學校)는 대한민국 전북특별자치도 남원시 사매면 오신리에 있는 사립 중학교이다.

## 학교 연혁
- 1949년 10월 4일 : 사매중학원 개원
- 1950년 4월 19일 : 재단법인 춘강학원 설립인가
- 1950년 4월 19일 : 초대 이사장 류광현 선생 취임
- 1950년 4월 28일 : 용북중학교 설립인가
- 1950년 6월 1일 : 초대 교장 김태규 선생 취임
- 1950년 6월 10일 : 용북중학교 개교
- 1952년 4월 3일 : 용북고등기술학교 개교
- 2004년 3월 1일 : 제7대 이사장 이지원 선생 취임
- 2006년 10월 17일 : 자율용북중학교 지정
- 2023년 1월 4일 : 제72회 졸업식(졸업생 누계 7,144명)
- 2023년 3월 1일 : 제14대 교장 김대규 선생 취임

## 참고 자료
- 용북중학교 - 한국교육학술정보원 학교알리미